# Sistemas solares pasivos
Los sistemas solares pasivos se utilizan principalmente para captar y acumular el calor proveniente de la energía solar. Se los llama pasivos ya que no se utilizan otros dispositivos electromecánicos (bombas recirculadoras, ventiladores, etc) para recolectar el calor. Esto sucede por principios físicos básicos como la conducción, radiación y convección del calor.

## Clasificación

### Ganancia directa

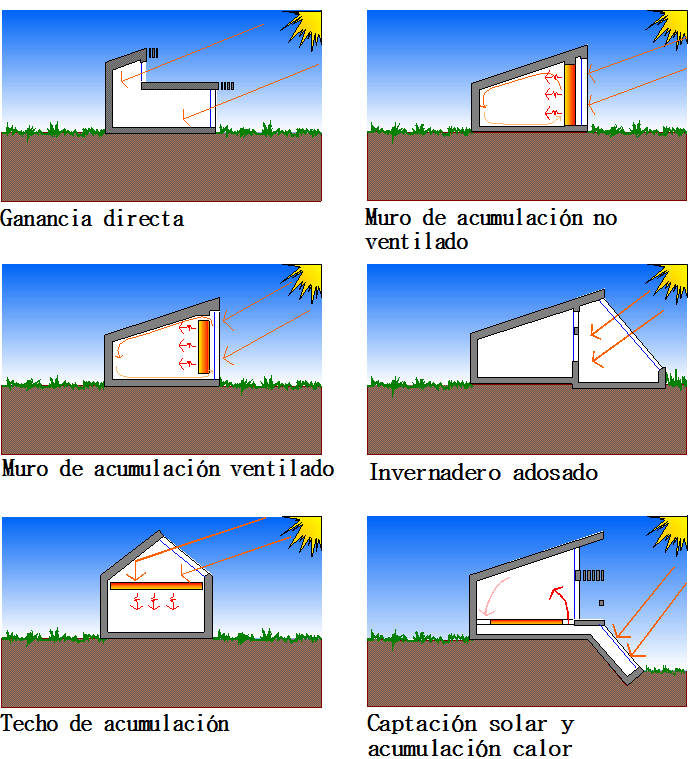
Esquemas de los principales sistemas solares pasivos.

Es el sistema más sencillo e implica la captación de la energía del sol por superficies vidriadas que son dimensionadas para cada orientación y en función de las necesidades de calor del edificio o local a climatizar.

### Muro de acumulación no ventilado
Es un muro construido en piedra, ladrillos, hormigón o hasta agua pintado de negro o de un color muy oscuro en la cara exterior. Para mejorar la captación se aprovecha una propiedad del vidrio que es la de generar un efecto invernadero, en el cual la luz visible atraviesa el vidrio y al llegar el muro lo calienta emitiéndose en este proceso una cantidad de radiación infrarroja que es contenida por el vidrio. Por este motivo se eleva la temperatura de la cámara de aire existente entre el muro y el vidrio.

### Muro de acumulación ventilado
También conocido como muro Trombe. Similar al anterior pero incorpora orificios en la parte superior e inferior para facilitar la transferencia de calor entre el muro y el ambiente mediante convección que se suma al aporte por radiación.

### Invernadero adosado
Consisten en recintos acristalados cerrados construidos en la cara sur (para el hemisferio norte y norte para el hemisferio sur) del edificio. Dependiendo del clima y del uso a que se le destine, puede haber un muro de separación con la parte habitada del edificio u otro tipo de almacenamiento. Sirve para estabilizar la temperatura tanto en el invernadero como en la vivienda. En algunos casos el invernadero se utiliza para dar un precalentamiento al aire que penetra en el interior del edificio.
La temperatura en su interior puede sufrir grandes variaciones entre el día y la noche, por eso no es muy útil como vivienda, si no se utiliza un control adecuado que puede consistir en unas simples persianas para el período nocturno o la utilización de un calentamiento auxiliar.
Los invernaderos pueden adoptar una amplia gama de formas geométricas, con las cuatro paredes acristaladas (incluyendo el techo), o bien las laterales opacas. Con el fin de aprovechar la energía calorífica acumulada en el invernadero o galería, se pueden instalar ventiladores que impulsen el aire hasta el interior de la vivienda.
Las ventajas del uso de los invernaderos y galerías acristaladas, reside en que el clima de las viviendas mejora sensiblemente situando un recinto compensador entre el espacio habitado y el exterior. Puede ocupar la totalidad o solo parte de la fachada sur del edificio, tanto en altura como anchura, con lo que reduce la parte de la obra y las pérdidas por ventilación.
Entre los inconvenientes se pueden ver los problemas de sobrecalentamiento que se pueden presentar en verano, las grandes oscilaciones que experimenta su temperatura interior y el costo de su construcción que suele ser superior a las ganancias energéticas que proporciona, si no se compensan con otras utilidades, tales como estancias en ciertos períodos del año.

### Techo de acumulación de calor
En ciertas latitudes es posible usar la superficie del techo para captar y acumular la energía del sol. También conocidos como estanques solares requieren de complejos dispositivos móviles para evitar que se escape el calor durante la noche.

### Captación solar y acumulación calor
Es un sistema más complejo y permite combinar la ganancia directa por ventanas con colectores solares de aire o agua caliente para acumularlo debajo del piso. Luego de modo similar al muro acumulador ventilado se lleva el calor al ambiente interior. Adecuadamente dimensionado permite acumular calor para siete o más días.
En casi todos los casos se los puede utilizar como sistemas de refrescamiento pasivo invirtiendo el sentido de funcionamiento.

## Métodos de dimensionamiento

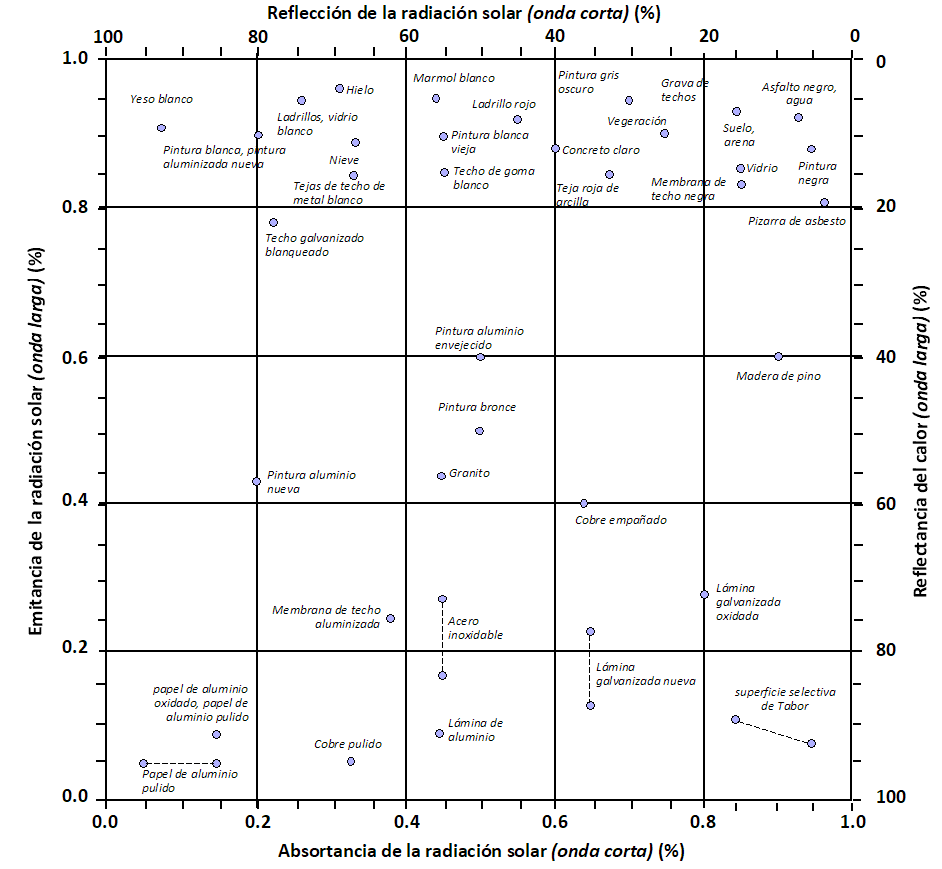
Nomograma que contrasta en cuatro ejes las propiedades de materiales de construcción de edificios ante la incidencia de la radiación solar. Sirve para la determinación de cargas térmicas de locales o temperaturas superficiales en cerramientos opacos.

A nivel internacional son reconocidos varios métodos para el predimensionamiento y dimensionamiento de los diversos sistemas solares pasivos. Entre los principales se encuentran los modelos de Cociente carga colector  desarrollados por Douglas Balcomb, el Método Mazria desarrollado por Edward Mazria y en casi todos los casos apoyados en las ecuaciones solares fundamentales de Duffie & Beckman.
Los métodos desarrollados por Balcomb y por Mazria son modelos simplificados de los complejos fenómenos físicos y térmicos que suceden en un sistema solar pasivo en interacción con los ambientes interior y exterior. Son procedimientos que facilitan el pre-dimensionado relativamente rápido de un sistema pasivo, pero siempre se requerirá de una verificación mediante un sistema de simulación numérica en estado transitorio. En este caso hay numerosos programas disponibles de uso libre o pago. Entre los sistemas libres el más sencillo es el SIMEDIF desarrollado por las Dras Graciela Lesino y Silvana Flores Larsen del Instituto Nacional de Energías No Convencionales INENCO de la Universidad Nacional de Salta y entre los más sofisticados el Energy Plus Archivado el 5 de febrero de 2011 en Wayback Machine. del Departamento de Energía  de los Estados Unidos. Entre los pagos el de mayor uso internacional y modelo de comparación en cuanto a fiabilidad, prestaciones y ductilidad es el "The Transient Energy System Simulation Tool" TRNSyS  desarrollado en lenguaje Fortran. Entre los comerciales el más usado es el Design Builder  desarrollado por Andy Tindale en el Reino Unido acompañando al primer protocolo de certificación de edificios sustentables Breeam.